# Буслович Євген Леонідович
Євге́н Леоні́дович Бусло́вич (26 січня 1972, с. Калинівка — 15 жовтня 2007, 38-ий км Житомирського шосе) — український борець, атлет, дворазовий призер чемпіонатів Європи, срібний призер Олімпіади-2000 у Сіднеї з вільної боротьби, Заслужений майстер спорту України.

## Спортивна кар'єра
Спортом почав займатися в 1985-му. Срібний призер Олімпійських ігор з вільної боротьби в Сіднеї в 2000 році. У фіналі поступився іранцю Алірезі Дабіру. З великого спорту пішов у 2004. Останнім часом працював тренером товариства «Гарт».
Стипендіат Премії Президента України (Указ Президента України від 18 серпня 2004 року № 919)
15 жовтня 2007 року під час вечірньої пробіжки потрапив під автобус біля села Калинівка на 38-ому км автошляху Київ — Житомир.

## Спортивні результати на міжнародних змаганнях

### Виступи на Олімпіадах
| Змагання                                   | Збірна  | Вагова категорія          | Місце  |
| ------------------------------------------ | ------- | ------------------------- | ------ |
| Боротьба на літніх Олімпійських іграх 2000 | Україна | вільна боротьба, до 58 кг | Срібло |

### Виступи на Чемпіонатах світу
| Змагання                        | Збірна  | Вагова категорія          | Місце |
| ------------------------------- | ------- | ------------------------- | ----- |
| Чемпіонат світу з боротьби 1998 | Україна | вільна боротьба, до 58 кг | 6     |
| Чемпіонат світу з боротьби 1999 | Україна | вільна боротьба, до 58 кг | 25    |

### Виступи на Чемпіонатах Європи
| Змагання                         | Збірна  | Вагова категорія          | Місце  |
| -------------------------------- | ------- | ------------------------- | ------ |
| Чемпіонат Європи з боротьби 1998 | Україна | вільна боротьба, до 58 кг | Бронза |
| Чемпіонат Європи з боротьби 2000 | Україна | вільна боротьба, до 58 кг | Бронза |

### Виступи на інших змаганнях
| Змагання                                                      | Збірна  | Вагова категорія          | Місце  |
| ------------------------------------------------------------- | ------- | ------------------------- | ------ |
| Гран-прі Німеччини з боротьби 1993                            | Україна | вільна боротьба, до 62 кг | 5      |
| Всесвітні ігри військовослужбовців 1999                       | Україна | вільна боротьба, до 63 кг | Срібло |
| Олімпійський кваліфікаційний турнір з боротьби 2000 (Лейпциг) | Україна | вільна боротьба, до 58 кг | Срібло |

### Виступи на змаганнях молодших вікових груп
| Змагання                                      | Збірна  | Вагова категорія          | Місце |
| --------------------------------------------- | ------- | ------------------------- | ----- |
| Чемпіонат Європи з боротьби серед молоді 1992 | Україна | вільна боротьба, до 62 кг | 5     |

## Виноски
1. ↑  Загинув Євген Буслович. //ГПУ
2. ↑  Президент України призначив державні стипендії призерам Олімпійських ігор[недоступне посилання з червня 2019]